# Diesdorf
Diesdorf är en kommun i Altmarkkreis Salzwedel i det tyska förbundslandet Sachsen-Anhalt. Diesdorf nämns för första gången i ett dokument från år 1112.
Den tidigare kommunen Neuekrug uppgick i Diesdorf den 1 januari 2010 och Mehmke uppgick den 1 september 2010.
Kommunen ingår i förvaltningsgemenskapen Beetzendorf-Diesdorf tillsammans med kommunerna Apenburg-Winterfeld, Beetzendorf, Dähre, Jübar, Kuhfelde, Rohrberg och Wallstawe.

## Administrativ indelning
Diesdorf har 19 Ortsteile.
| - Abbendorf - Bergmoor - Dankensen - Diesdorf - Dülseberg - Haselhorst - Höddelsen | - Hohenböddenstedt - Hohengrieben - Lindhof - Mehmke - Molmke - Neuekrug - Peckensen | - Reddigau - Schadeberg - Schadewohl - Waddekath - Wüllmersen |